# 南部好範
南部 好範（なんぶ よしのり、1897年（明治30年）6月19日 - 1945年（昭和20年）2月18日）は、大日本帝国陸軍軍人。最終階級は陸軍少将。

## 経歴
石川県出身。1919年（大正8年）5月に陸軍士官学校第31期卒業。同年12月に陸軍歩兵少尉に任官。
陸軍公主嶺学校教導歩兵第1連隊附、1944年（昭和19年）3月、歩兵第128連隊補充隊長を経て、同年8月、陸軍歩兵大佐に進む。同年11月、第14方面軍司令部附（マニラ防衛隊附（中地区隊長））に補され、1945年（昭和20年）2月18日に戦死し、陸軍少将に特進した。